# Елдриџ (Ајова)
Елдриџ (енгл. Eldridge) град је у америчкој савезној држави Ајова. По попису становништва из 2010. у њему је живело 5.651 становника.

## Демографија
Према попису становништва из 2010. у граду је живело 5.651 становника, што је 1.492 (35,9%) становника више него 2000. године.
| Група             | 2000.         | 2010.         |
| Белци             | 4.045 (97,3%) | 5.372 (95,1%) |
| Афроамериканци    | 10 (0,2%)     | 26 (0,5%)     |
| Азијати           | 9 (0,2%)      | 30 (0,5%)     |
| Хиспаноамериканци | 67 (1,6%)     | 121 (2,1%)    |
| Укупно            | 4.159         | 5.651         |